# Islas Feroe en los Juegos Paralímpicos
Islas Feroe en los Juegos Paralímpicos está representada por el Comité Paralímpico Feroés, miembro del Comité Paralímpico Internacional.
Ha participado en diez ediciones de los Juegos Paralímpicos de Verano, su primera presencia tuvo lugar en Nueva York y Stoke Mandeville 1984. El equipo paralímpico ha obtenido un total de trece medallas en las ediciones de verano: una de oro, siete de plata y cinco de bronce.
En los Juegos Paralímpicos de Invierno Islas Feroe no ha participado en ninguna edición.

## Medallero

### Por edición
Juegos Paralímpicos de Verano
| Evento                                | Oro | Plata | Bronce | Total |
| ------------------------------------- | --- | ----- | ------ | ----- |
| Nueva York 1984 Stoke Mandeville 1984 | 0   | 0     | 0      | 0     |
| Seúl 1988                             | 1   | 3     | 3      | 7     |
| Barcelona 1992                        | 0   | 1     | 0      | 1     |
| Atlanta 1996                          | 0   | 0     | 0      | 0     |
| Sídney 2000                           | 0   | 3     | 1      | 4     |
| Atenas 2004                           | 0   | 0     | 1      | 1     |
| Pekín 2008                            | 0   | 0     | 0      | 0     |
| Londres 2012                          | 0   | 0     | 0      | 0     |
| Río de Janeiro 2016                   | 0   | 0     | 0      | 0     |
| Tokio 2020                            | 0   | 0     | 0      | 0     |
| París 2024                            | –   | –     | –      | –     |
| TOTAL                                 | 1   | 7     | 5      | 13    |

### Por deporte
Deportes de verano
| Evento   | Oro | Plata | Bronce | Total |
| -------- | --- | ----- | ------ | ----- |
| Natación | 1   | 7     | 5      | 13    |
| TOTAL    | 1   | 7     | 5      | 13    |